# 7,7-cm-Infanteriegeschütz L/27
Das 7,7-cm-Infanteriegeschütz L/27, kurz 7,7-cm-I.G. L/27 war ein Infanteriegeschütz des Deutschen Kaiserreichs und wurde im Ersten Weltkrieg eingesetzt.

## Entwicklung
Nachdem das 7,7-cm-Infanteriegeschütz L/20 von der Truppe nicht gut angenommen wurde, begann die Friedrich Krupp AG mit der Weiterentwicklung von Infanteriegeschützen. Dabei nahm man die 7,7-cm-Feldkanone 96 n. A. und behielt das Geschützrohr mit Verschluss, die Lafette und die Rohrbremse. Neu hinzu kam eine schmalere Achse, welcher weiter nach hinten verlegt wurde. Dadurch sollte der Druck, welcher auf der Hinterlafette lag, verringert werden. Auch wurden die verwendeten Räder verkleinert und mit Radverbreiterungen aus Winkeleisen versehen. Aufgrund der schmaleren Achse wurde auch der Geschützschild verkleinert. Damit entstand das 7,7-cm-Infanteriegeschütz L/27, welches umgehend in den Bestand der Armee aufgenommen wurde.

## Technische Beschreibung
Das 7,7-cm-I.G. L/27 bestand zu großen Teilen aus der 7,7-cm-F.K. 96 n. A. Um das Geschützrohr für einen schnelleren Transport auf einen Rohrkarren ziehen zu können, war an der Rücklaufbremse eine Vorrichtung zum schnellen Abziehen des Geschützrohres von der Wiege angebracht. Zerlegbar was das Infanteriegeschütz in Geschützrohr und Lafette, konnte aber für den Mannschaftstransport nicht in weitere Lasten zerlegt werden. Um das Gewicht niedrig zu halten, wurden keine Sitze verbaut und der untere Teil des Geschützschildes wurde entfernt.
Die verwendete Munition war identisch zur 7,7-cm-F.K. 96 n. A. Es verfeuerte die lange Feldkanonengranatpatrone, die Kanonengranate 15, die Feldkanonenschrapnellpatrone und die Kartätschenpatrone. Die Munition war verpackt in Feldpatronenkörben und wurde mittels Munitionskarren oder -wagen transportiert. Jede Batterie verfügte über 528 Granaten.

## Einsatz
Das neue Infanteriegeschütz kam bei der Truppe deutlich besser an als sein Vorgänger. Im Frühjahr 1917 wurden damit die ersten 18 Infanteriegeschütz-Batterien ausgerüstet. Infolge der Erfahrungen an der Westfront, hatte sich das 7,7-cm-I.G. L/27 durch seine Präzision, Feuergeschwindigkeit und der Zielwirkung gut bewährt. Die große Auswahl an Munition und die darauf folgende schwierige Beschaffung, wirkte sich negativ auf das Geschütz aus. Da man die Infanteriegeschütze zu allen möglichen Aufgaben heranzog, waren die Bedienmannschaften stets am Leistungslimit oder hatten mit Munitionsmangel für die vorgesehene Aufgabe zu kämpfen. Nach und nach wurden die Schrapnellgranaten entfernt, da sie kaum wirkungsvoll zum Einsatz kamen.
Trotz allem war das Infanteriegeschütz nur ein Notbehelf um möglichst schnell Geschütze an die Front zu schaffen. Da die ballistischen Leistungen der 7,7-cm-F.K. 96 n. A. unverändert übernommen wurden, konnte das Geschütz eine effektive Reichweite von 2,5 km nicht überschreiten. Bei Schüssen darüber hinaus wurde das Trefferbild stark ungenau. Da die Flugbahn sehr flach war, konnte man die eigenen Truppen kaum sicher überschießen. Dies kam vor allem bei dem stark eingeschnittenen Geländer an der Marne im Jahr 1918 zum Vorschein, wo das Geschütz kaum effektiv eingesetzt werden konnte.
Auch war ein schnelles Folgen der Infanterie und die schnelle Feuerbereitschaft mit dem Infanteriegeschütz nicht zu bewerkstelligen, da die Besatzung weder auf dem Geschütz, noch auf der Protze aufsitzen konnten. Durch die kleineren Räder und dem hohen Gewicht war das Fahren des Geschütztes mit Zugtieren oder Kraftfahrzeugen sehr schwierig. Dennoch wurde das Infanteriegeschütz sehr effektiv bei der Panzerabwehr, zum Beispiel in der Schlacht von Cambrai im November 1917, eingesetzt.

## Verbleib

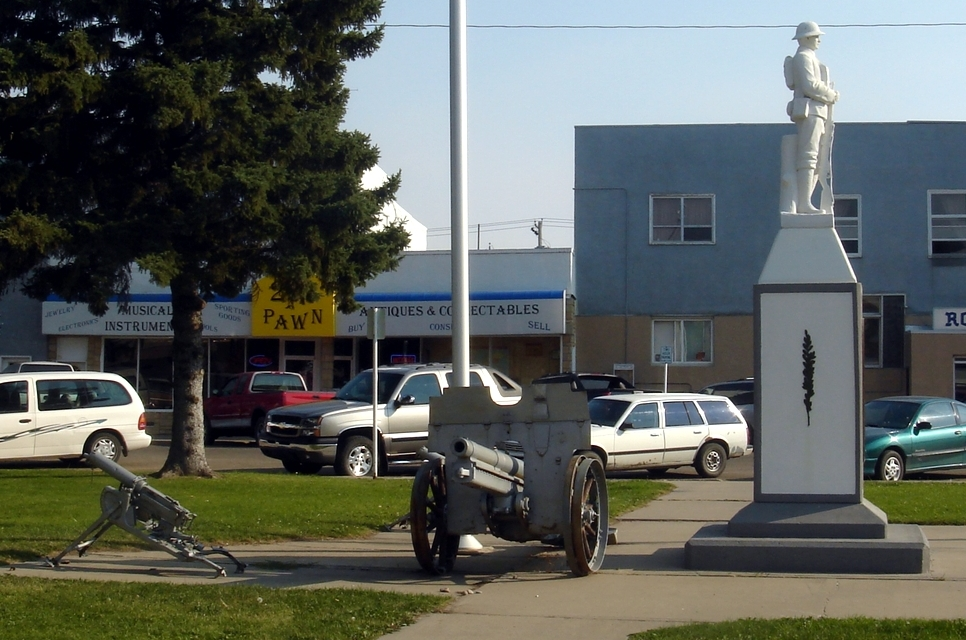
7,7-cm-I.G. L/27 im kanadischen Taber

Vom 7,7-cm-I.G. L/27 sind fünf Geschütze erhalten geblieben. Eines davon steht im kanadischen Taber. Zwei weitere sind in den USA und je eines in Australien und Neuseeland zu finden.